# Вазелин
Вазелин (енгл. vaseline, од  : вода + грч.: уље; такође и петролејски гел) је трговачки назив за получврсте, прозирне, жуте или беле мешавине течних и чврстих парафинских (алканских) угљоводоника са 15 до 20 атома угљеника у молекулу. 

## Карактеристике и употреба
Нерастворљив је у води и ацетону, растворљив је у бензену, етру и хлороформу. Добија се из неких фракција вакуумске дестилације остатка након атмосферске дестилације нафте (парафина). Хемијски је инертан и сличан је мастима али веће чистоће, па се користи у медицини и козметици. Користи се у фармацији и козметици као база за лековите масти и креме, заштита кондома, а служи и као заштита металних делова од рђе, за импрегнацију тканина и коже итд. Запаљив је. 